# Amber Bondin

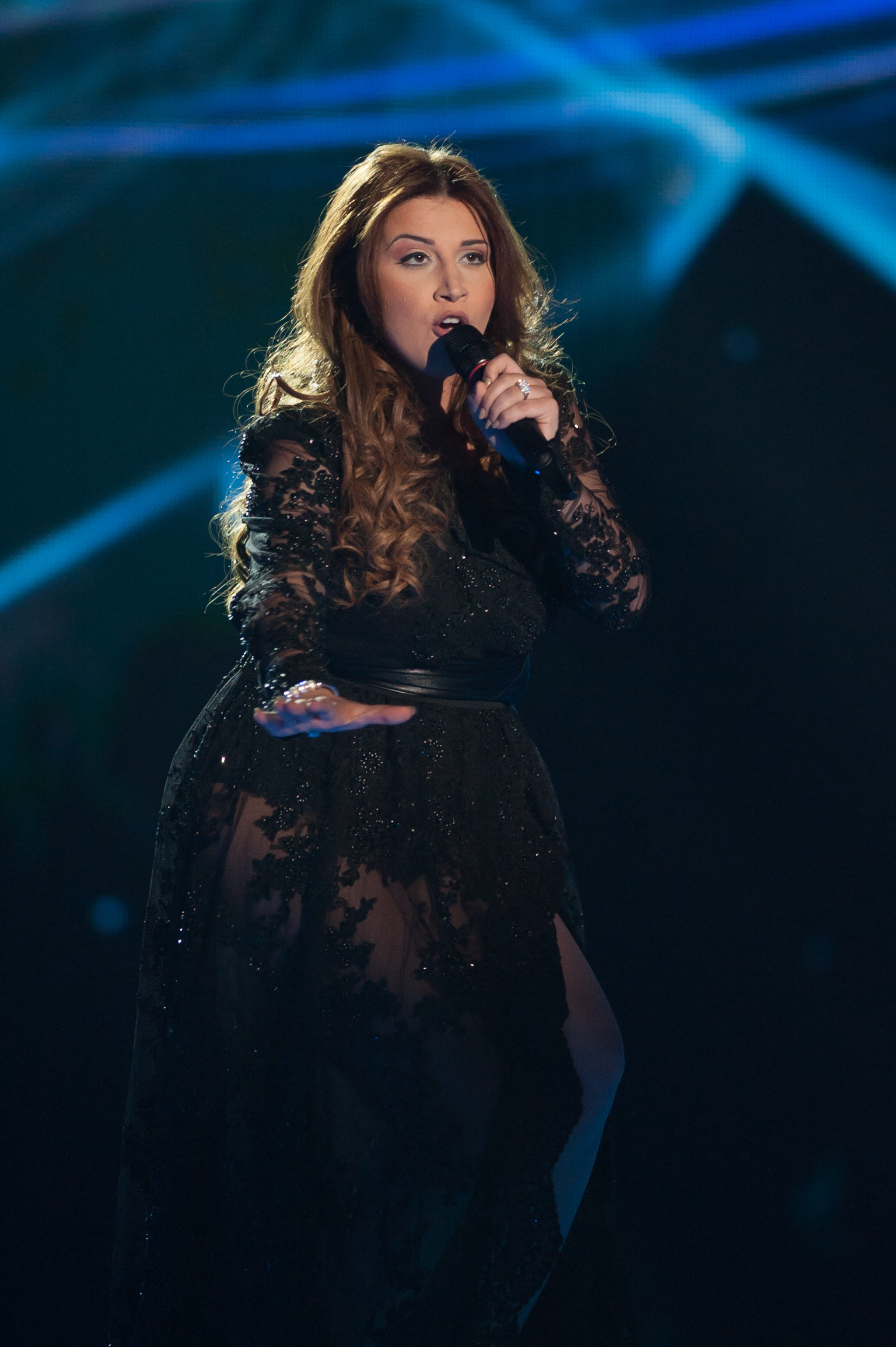
Amber beim Eurovision Song Contest 2015

Amber Bondin (Künstlername Amber; * 26. Mai 1991 in Kalkara) ist eine maltesische Sängerin. Sie vertrat ihr Heimatland beim Eurovision Song Contest 2015 in Wien.

## Leben
Amber Bondin erhielt mit 16 Jahren ihren ersten Gesangsunterricht beim maltesischen Musiker Brian Cefai, bevor sie bei den beiden Castingshows Trid Tarah und The Academy teilnahm. Im Alter von 18 Jahren belegte sie den zweiten Platz in der ersten Staffel der Talent-Show I.D und wurde Vierte bei Malta Hit Song Contest mit ihrem Lied Take it easy. Kurz darauf gewann sie mit ihrem Song Trid Taprezza den Konkors Kanzunetta Indipendenza.
2011 bewarb sich Bondin mit Catch 22 und Touch Wood beim Malta Eurovision Song Contest, dem Vorentscheid zum Eurovision Song Contest 2011. Hier belegte sie den 13. Rang. 2012 nahm sie erneut am MESC teil und wurde mit dem Lied Answer with your eyes Dritte. Beim Eurovision Song Contest 2012 in Baku war Bondin die Backgroundsängerin des maltesischen Acts Kurt Calleja, der mit seinem Lied This is the night auf dem 21. Platz rangierte. 2013 nahm sie mit dem Titel In Control erneut am Malta Eurovision Song Contest teil und erreichte dort den vierten Platz. 2014 nahm sie mit dem Titel Because I have you erneut am Malta Eurovision Song Contest teil und erreichte dort wie im vorigen Jahr den vierten Platz. Beim Junior Eurovision Song Contest 2014 war sie Mitglied der maltesischen Jury.
2014 bewarb sich die Sängerin erneut mit Warrior, welches von Elton Zarb geschrieben wurde, und wurde eine der 20 Halbfinalisten. Das Finale gewann sie mit 72 Punkten. Beim Songcontest in Wien schließlich konnte sie sich nach der Teilnahme am zweiten Halbfinale nicht fürs Finale qualifizieren.
Momentan lebt Bondin in Kalkara und macht ihren Bachelor of Education an der Universität Malta.

## Diskografie
Singles
- 2009: Take it easy
- 2010: Trid Taprezza
- 2011: Catch 22
- 2011: Touch Wood
- 2012: Answer with your eyes[5]
- 2013: In Control[6]
- 2014: Because I have you
- 2014: Warrior[7]
- 2016: What They Say[8]